# 阪神7801・7901形電車
阪神7801・7901形電車（はんしん7801・7901がたでんしゃ）は、阪神電気鉄道（阪神）が1963年に導入した優等列車用の電車で、赤胴車と呼ばれる急行系車両の形式である。

## 概要
従来運用されていた急行系小型旧性能車の早期置き換えと輸送力増強のため、設計を簡素化した経済車として1963年から1971年にかけて大量増備された。小型車置き換え完了後の1969年以降の増備車は両開き扉で通風装置にラインデリアを搭載、1970年からは新製冷房車が増備された。以下の各形式が川崎車輛（現・川崎重工業車両カンパニー）、汽車製造、武庫川車両工業の3社によって製造された。
- 7801形7801 - 7850（7841・7843・7845・7847・7849は欠番）
  - 制御電動車 (Mc)
- 7901形7901 - 7921・7923 - 7950（7941・7943・7945・7947・7949は欠番）
  - 付随車 (T)

さらに7901形7922が3011形余剰車から改造編入され、合計90両が在籍した。
製造時期によって車体形状が大きく異なるほか、派生形式として2両編成での運転が可能な7861・7961形、および増結用単車の3521形があり、7801・7901形とともにラッシュ時用との意味合いで「R車」と通称されることがある。これらの形式については個別の記事にて詳述する。

## 開発の経緯
1954年登場の特急用3011形を筆頭に大型車の導入を進めていた阪神では、1963年2月のダイヤ改正で本線普通はラッシュ時に一部残っていた1101系各形式の運用を大型車の「ジェットカー」各形式で全面的に置き換え、急行用も3301・3501形や3601・3701形の増備により、昼間時の特急・急行を大型車のみで運用可能となった。しかし、ラッシュ時間帯には大型車が不足し、小型車が併用されていた。また、阪神本線は1968年の神戸高速鉄道開通と山陽電気鉄道本線との直通乗り入れが予定されており、それに先立って架線電圧も従来の直流600Vから直流1,500Vに昇圧することが決定していた。
小型車の代替とラッシュ時の大量輸送に対応し、輸送力増強や合理化を図る目的で、既存の3601・3701形を基本としつつ発電ブレーキを省略するなど大幅に簡素化する形で設計・製造されたのが、本形式である。形式は3601・3701形に続けて3801・3901形となるところを、電気ブレーキの省略を理由に7000番台となっている。
先行形式である3601・3701形の編成と同様のMT比1:1であるが、7801形と7901形でMc - Tの2両1ユニットを組成し、これを2組連結した4両編成を組む。7901形は阪神初の付随車である。
なお、阪神社内では他の急行系車両がExpressの頭文字から「E車」と呼ばれるのとは異なり、本形式のことを「R車」と呼ぶが、これはRushの頭文字であるRからとったものである。このことから、本形式の開発時における阪神本線の逼迫した輸送事情をうかがうことができる。

## 車体
3601・3701形のそれを踏襲する、ノーシル・ノーヘッダーの19m級全金属製車体を採用する。
1963年から1971年まで増備された7801・7901形では、外観では概ね3タイプに分けられる。初期車の34編成68両は経済設計による切妻・片開き扉で、昇圧後の1969年より増備された5編成10両は折妻型の両開き扉で通風装置にラインデリアを採用、1970年に登場した最終増備車の6編成12両は7001・7101形と同様のスタイルを持つ新製冷房車となっている。

## 主要機器

### 電装品
主電動機は3601形と同様、定格出力110kWの直流直巻整流子式電動機で、1次・2次車は東洋電機製造製TDK-814-1Cを、3次車は改良品である東洋電機製造TDK-814/3-C2を7801形に4基搭載する。駆動装置は3601形を踏襲して中空軸平行カルダン駆動を採用し、歯数比は5.69 (74:13) である。
主制御器は三菱電機製のABFM-114-15-MA電動カム軸式抵抗制御器を7801形各車に搭載する。発電ブレーキ回路はない。3次車は改良型のABFM-114-15-MCを搭載する。
空気圧縮機 (CP) は7801形にDH-25-Dを搭載し、電動発電機 (MG) は7801形に12kVAのものを搭載する。

### 台車
台車は、7801形については設計当時の阪神急行系車両の標準台車であった、住友金属工業製FS-341軸ばね式金属ばね台車を装着する。
7901形は7922を含め、本形式で代替される小型車の851・861・881の各形式からボールドウィンタイプのBW-78-25-AA（ブレーキは両抱き式）を転用して装着している。台車を供出した851・861・881形には、廃車になった801・831形が装着していたBW-78-25-AA台車を転用している。
2次車以降の7901形は、電動車に準じた形状の住友金属工業FS341Tを新製装着して竣工している。3次車では2次車と同じく住友金属工業FS341（7801形）およびFS341T（7901形）を装着するが、7001・7101形用と同様、台車枠が鋳鋼製ではなく鋼板プレス成形材を溶接したものに変更されている。

### 集電装置
パンタグラフは、初期車では7801形に菱枠形パンタグラフを2基搭載して竣工している。昇圧完了後の増備車である2次車以降は、7801形の連結面寄り1基のみ搭載で竣工した。

### ブレーキ
ブレーキはHSC電磁直通ブレーキで、発電ブレーキは装備していない。

### 連結器
連結器は先頭部に阪神伝統のバンドン式密着連結器を、中間部には棒連結器を採用している。

### 冷房装置
新製冷房車に搭載した冷房装置は、日本国有鉄道（国鉄）AU13類似のMAU-13形分散式ユニットクーラーが採用され、これを7801形は6基、7901形は7基搭載する。この冷房装置搭載において、屋根上投影面積の大きな従来の菱枠パンタグラフは搭載が困難となり、そのため集電装置は投影面積の小さな下枠交差式パンタグラフに変更されている。

## 形態分類

### 初期車

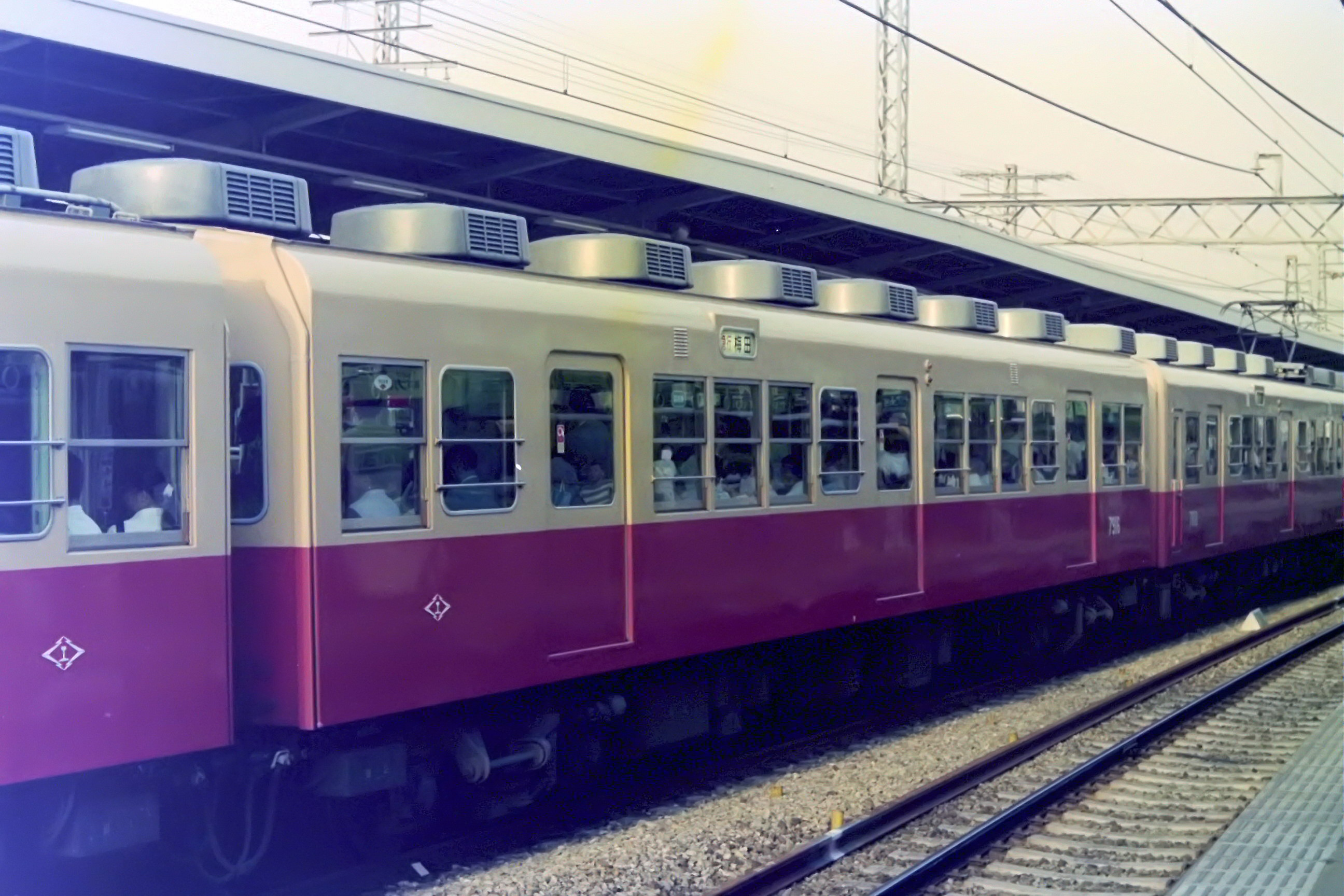
初期車の7916（尼崎駅）

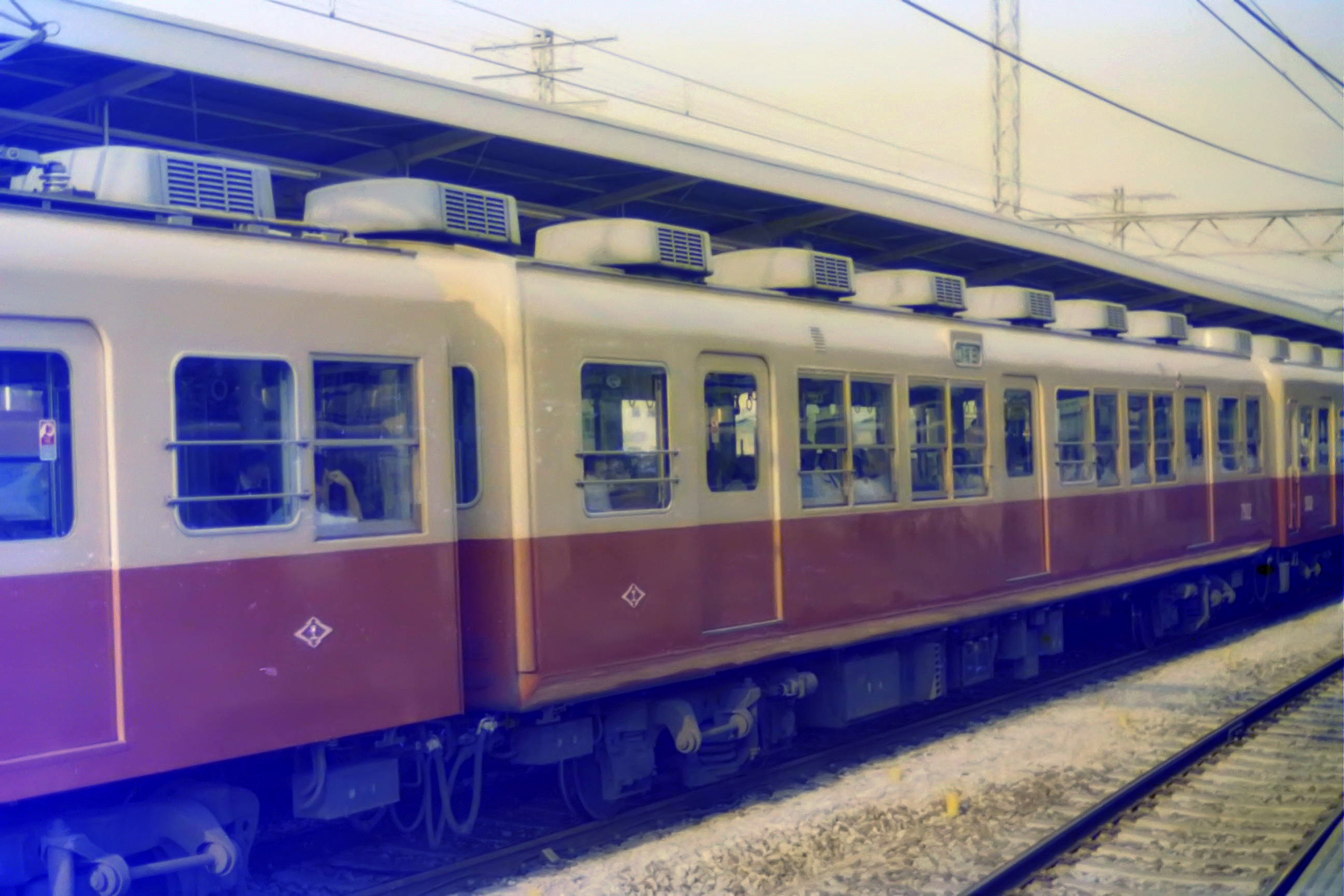
3011形3021より編入の7922

短期間での大量増備のため車体設計を簡素化したグループで、1963年から1966年にかけて、川崎車輛、汽車製造および武庫川車両工業の各社にて合計67両が製造された。
車体は切妻構造となり、裾部の丸みも省略された。貫通幌および雨樋は外部に露出しているが、雨樋の位置を高くした張り上げ屋根構造は踏襲されている。屋根半径は中央部が5,000mm、肩部が300mmである。通風器は従来の箱型から通風能力最優先のグローブ型に変更された。
側面窓は上段下降・下段上昇式となり、日除けもカーテン式となった。また、客用扉は片開き扉であるが、戸袋窓がHゴム支持の1枚窓に変更されている。
内装も各部が簡素化され、荷物棚はパイプ製のものをやめて網棚とし、蛍光灯は灯数を削減するために灯具カバーを省略し、片側6灯×左右2列の12灯を配置している。座席はロングシートであるが、運転台直後には座席および荷物棚を設けずに立席スペースとした。
7801形7822とペアを組む7922は、3011形が3561・3061形に改造された際の編成組み替えで余剰となった3021の改造編入車である。このため、他の7901形とは車体形状が大きく異なる。3021は1965年5月24日付で電装解除の上、運転台撤去・中間車化改造を実施して7922として編入された。
軽量車体の3扉化による車体強度への不安視から、窓配置は扉間の窓数が基本的に2個単位となり、その窓の周りに鋼板を貼ることで車体強度を向上した。車体裾には丸みがあり、車体長も他の7901形の18,880mmに対して19,100mmと若干長い。通風器は他の7901形同様グローブ式となった。
台車は他の7901形と同様、小型車より流用のボールドウィン台車を装着した。3021時代に装着していた住友金属工業製FS-202は、東芝製TT-6を装着していた旧3041Fの機器統一用に供出した。
各社の製造担当と製造状況は以下の通り。1965年製の7923より阪神の傍系企業である武庫川車両工業が製造に加わっており、翌1966年以降2002年の同社解散までは、5500系の一部と9000系を除く全車両が同社において製造されている。
| ← 梅田元町 → | ← 梅田元町 → | 竣工           | 製造所         |
| クモハ Mc1   | サハ T1      |                |                |
| 7801         | 7901         | 1963年7月23日  | 川崎車輛       |
| 7803         | 7903         | 1963年7月23日  | 川崎車輛       |
| 7805         | 7905         | 1963年7月23日  | 川崎車輛       |
| 7807         | 7907         | 1963年7月23日  | 川崎車輛       |
| 7809         | 7909         | 1963年7月23日  | 川崎車輛       |
| 7811         | 7911         | 1964年4月1日   | 川崎車輛       |
| 7813         | 7913         | 1964年6月3日   | 汽車製造       |
| 7815         | 7915         | 1964年8月1日   | 川崎車輛       |
| 7817         | 7917         | 1964年9月1日   | 川崎車輛       |
| 7819         | 7919         | 1964年9月1日   | 川崎車輛       |
| 7821         | 7921         | 1964年9月1日   | 川崎車輛       |
| 7823         |              | 1965年5月24日  | 川崎車輛       |
|              | 7923         | 1965年5月24日  | 武庫川車両工業 |
| 7825         |              | 1965年7月1日   | 川崎車輛       |
|              | 7925         | 1965年7月1日   | 武庫川車両工業 |
| 7827         | 7927         | 1965年10月18日 | 川崎車輛       |
| 7829         | 7929         | 1965年10月18日 | 川崎車輛       |
| 7831         | 7931         | 1965年10月18日 | 川崎車輛       |
| 7833         | 7933         | 1966年3月1日   | 武庫川車両工業 |

| ← 梅田元町 → | ← 梅田元町 → | 竣工           | 製造所         |
| サハ T2      | クモハ Mc2   |                |                |
| 7902         | 7802         | 1963年7月23日  | 川崎車輛       |
| 7904         | 7804         | 1963年7月23日  | 川崎車輛       |
| 7906         | 7806         | 1963年7月23日  | 川崎車輛       |
| 7908         | 7808         | 1963年7月23日  | 川崎車輛       |
| 7910         | 7810         | 1963年7月23日  | 川崎車輛       |
| 7912         | 7812         | 1964年5月4日   | 汽車製造       |
| 7914         | 7814         | 1964年6月3日   | 汽車製造       |
|              | 7816         | 1964年7月7日   | 川崎車輛       |
| 7916         |              | 1964年7月17日  | 川崎車輛       |
| 7918         | 7818         | 1964年7月17日  | 川崎車輛       |
| 7920         | 7820         | 1964年8月1日   | 川崎車輛       |
|              | 7822         | 1965年5月24日  | 川崎車輛       |
| 7922*        |              | 1965年5月24日  | 武庫川車両工業 |
|              | 7824         | 1965年5月24日  | 川崎車輛       |
| 7924         |              | 1965年5月24日  | 武庫川車両工業 |
|              | 7826         | 1965年6月15日  | 川崎車輛       |
| 7926         |              | 1965年6月15日  | 武庫川車両工業 |
| 7928         | 7828         | 1965年9月30日  | 武庫川車両工業 |
| 7930         | 7830         | 1965年10月18日 | 川崎車輛       |
| 7932         | 7832         | 1966年3月1日   | 武庫川車両工業 |
| 7934         | 7834         | 1966年5月21日  | 武庫川車両工業 |

### ラインデリア車

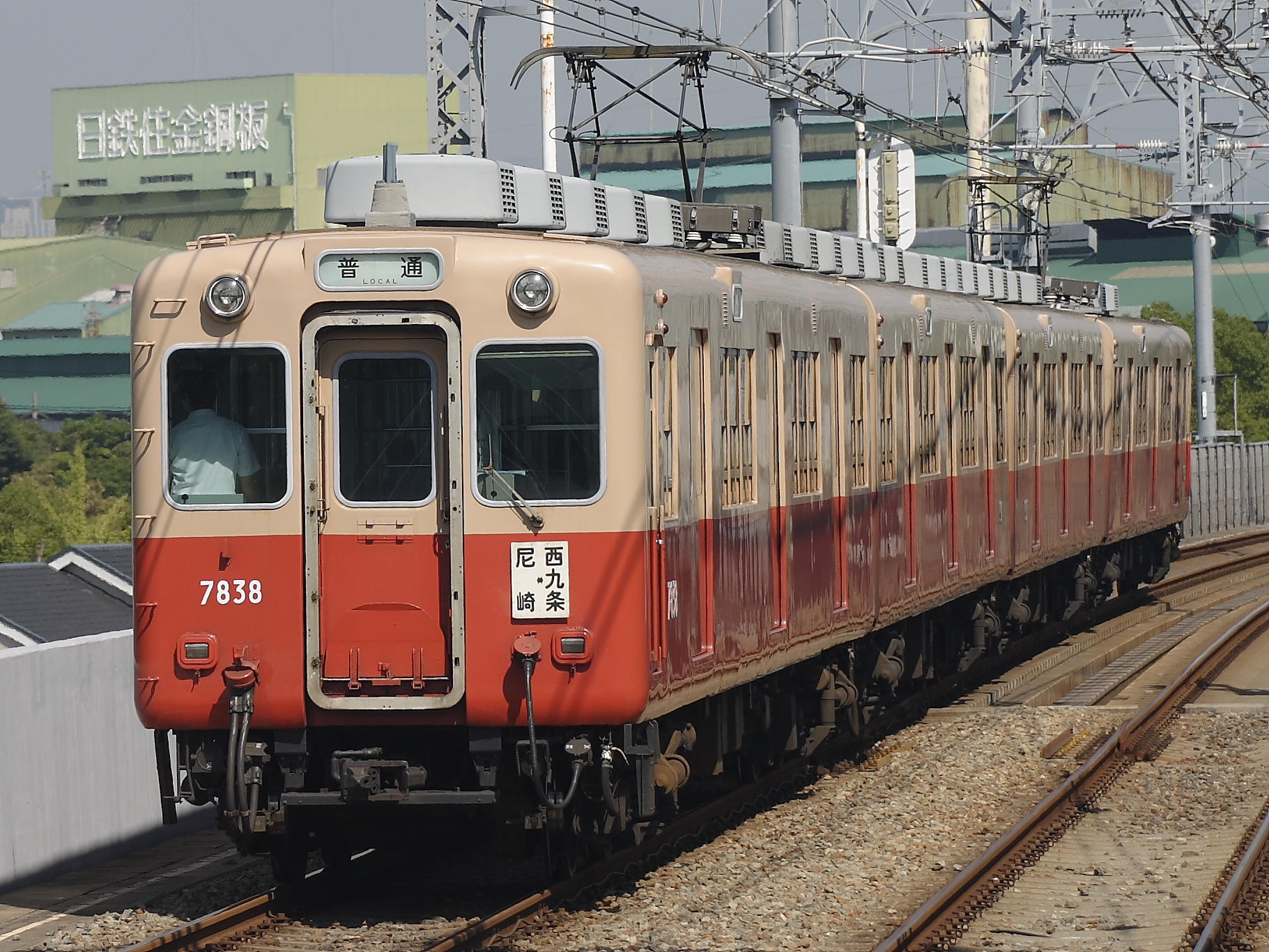
ラインデリア車の7838

昇圧後の1969年より投入された7835・7935以降のグループは、ラインデリアを搭載した両開き扉車となった。
車体の設計が大幅に変更され、普通系5261形に類似した窓配置となり、客用扉が幅1,400mmの両開き扉となった。側窓は扉間が3枚1組、車端部連結面寄りを2枚1組とした組み立て式のサッシによる上段上昇、下段固定2段窓に変更されている。通風装置としてラインデリアを搭載したため、屋根も低くなっている。
前面は再び3面折妻となり、貫通幌も収納式となった。屋根半径は中央部が9,000mm、肩部が250mmとなり、車体裾部の丸みが復活している。側面の客用扉の高さも7861形、3521形の後期車の1,900mmから1,850mmに戻り、車体の構体高さも2,591mmと低くなった。
運転台直後の座席と荷物棚も復活、さらに蛍光灯は増設の上でカバーが取り付けられ、荷物棚もパイプ製に戻されている。通風装置は扇風機に加え、天井に近畿日本鉄道と三菱電機が共同開発したラインデリアを搭載、モニター屋根を載せた「ラインデリア車」となっている。屋根が従来より低く幕板部分が狭いため、後年追加された側面行先表示器は上部の張り出しが大きくなった。
1970年には新製冷房車の製造に移行したため、このグループの製造数は10両に留まった。
各車の製造状況は以下のとおり。
| ← 梅田元町 → | ← 梅田元町 → | 竣工           |
| クモハ Mc1   | サハ T1      |                |
| 7835         | 7935         | 1969年9月23日  |
| 7837         | 7937         | 1969年11月5日  |
| 7839         | 7939         | 1969年11月15日 |

| ← 梅田元町 → | ← 梅田元町 → | 竣工          |
| サハ T2      | クモハ Mc2   |               |
| 7936         | 7836         | 1970年2月7日  |
| 7938         | 7838         | 1970年2月25日 |

### 新製冷房車

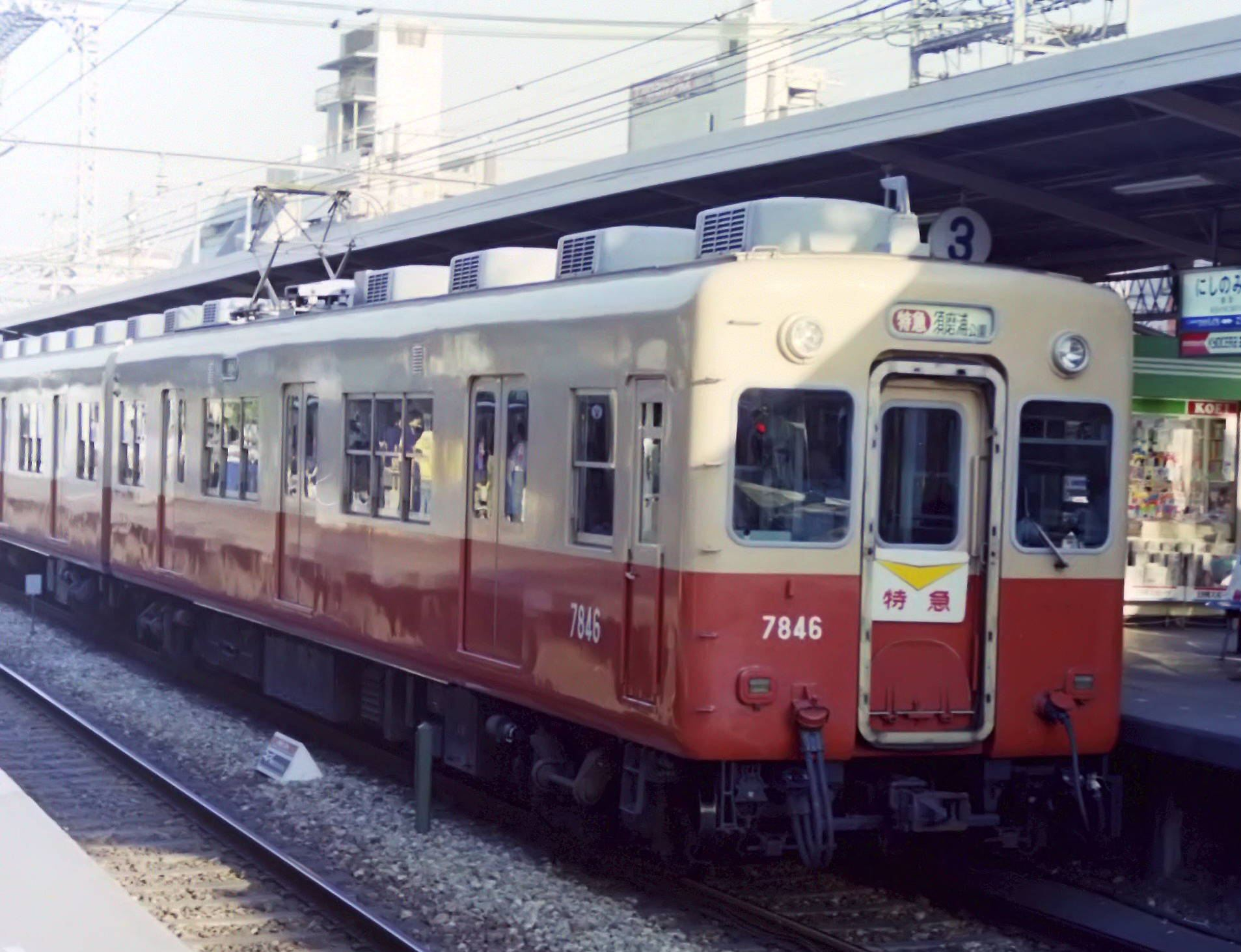
新製冷房車の7846（1987年 西宮駅）

1970年投入の7840以降のグループは、同時期に阪神初の冷房車として登場した7001・7101形との連結運用を前提とした新製冷房車として登場した。7001・7101形は電機子チョッパ制御車であるが、7801・7901形は従来同様の抵抗制御車である。
車体は7001・7101形と同様の両開き3扉で、ラインデリア車とは一転して屋根が高くなった。屋根半径は中央部が9000mm、肩部が300mmとなっている。この車体形態は、普通系の5261形5271以降の新製冷房車グループにも採用されている。
7001・7101形の3両編成の神戸方に併結した5両編成を組成するため、製造は神戸向きの偶数番号車ユニットのみとなった。

新製冷房車は、1970年から1971年にかけて、武庫川車両工業にて以下の12両が製造された。
| ← 梅田元町 → | ← 梅田元町 → | 竣工           |
| サハ T2      | クモハ Mc2   |                |
| 7940         | 7840         | 1970年4月1日   |
| 7942         | 7842         | 1970年12月26日 |
| 7944         | 7844         | 1971年1月13日  |
| 7946         | 7846         | 1971年2月15日  |
| 7948         | 7848         | 1971年3月16日  |
| 7950         | 7850         | 1971年4月1日   |

## 改造工事

### 昇圧改造
1967年11月12日に全線の架線電圧を直流600Vから1,500Vに昇圧した。昇圧に際しては1C4Mのまま昇圧改造され、Mc車7801形のパンタグラフ2基のうち運転台寄りの1基が撤去され、連結面寄りの1基が残された。

### 体質改善工事
小型車の置き換えが完了した1968年より、初期車の体質改善工事が開始された。7901形のボールドウィン台車は新製のFS341T台車に交換され、1971年からは冷房化改造に合わせて運転台後部への座席の増設、室内灯カバーの設置などが行われている。

### 冷房化改造
これらの体質改善工事と並行して、非冷房車の冷房改造が開始された。1次車は1971年11月より冷房改造を開始、1972年9月からは3521形を併結した3両編成の冷房化も開始され、1974年11月に冷房改造された7922・7822を最後に完了した。2次車は1975年9月から12月にかけて冷房改造され、12月4日に竣工した7938 - 7838を最後に7801形と関係各形式の冷房改造が完了した。
冷房装置は各形式ともMAU-13H形分散式ユニットクーラーをM車は6台、T車は7台搭載、パンタグラフも下枠交差式に交換された。電動発電機 (MG) は70kVAのCLG-346を7901形に搭載したほか、3521形を併結する7801 - 7901から7812 - 7912までのユニットには110kVAのCLG-350-Mを搭載した。
最初期に冷房改造を実施された7831 - 7931から7934 - 7834までの4ユニットは、7861・7961形と同じくクーラーの取り付け位置が他の車両に比べて高くなっている。

### 行先表示器設置
1977年から1次車に行先表示器の取付改造を開始、1979年には2次車に、1983年には3次車に取り付けることで全車に行先表示器を装備した。屋根の低い2次車では、行先表示器が車体の肩部から飛び出している。

### 3000系への改造

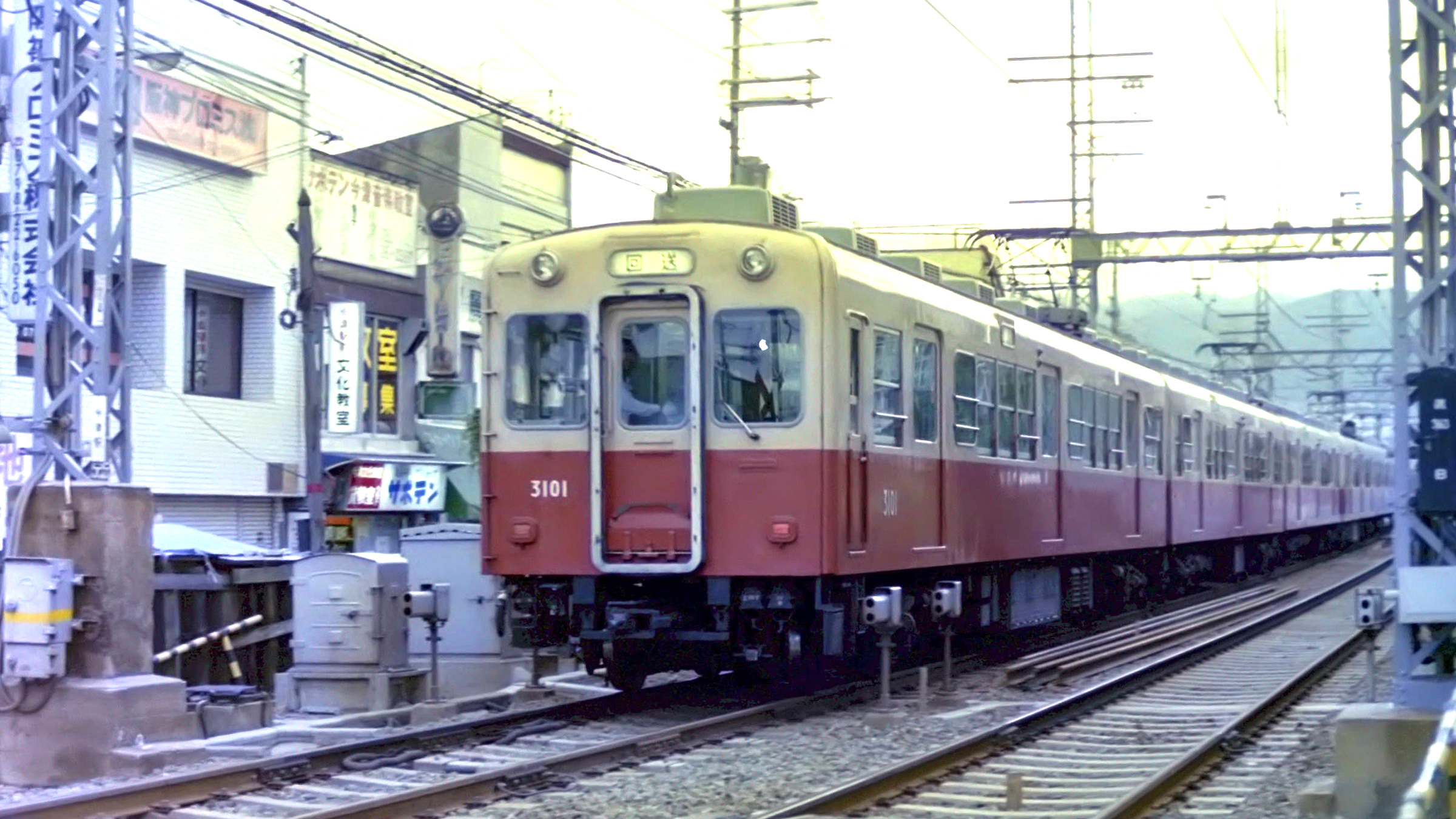
3000系

1983年から1989年にかけて、7801・7901形の7801 - 7901から7912 - 7812までの12ユニットが、3521形全車とともに3000系に改造された。制御装置は回生ブレーキ付き界磁チョッパ制御となり、主電動機も複巻電動機となった。

### 7861形との3両固定化
7831 - 7834の4編成は、1986年に電装化改造された7861形との3両固定編成となった。編成は7831 - 7931 + 7870, 7871 + 7932 - 7832, 7833 - 7933 + 7872, 7873 +  7934 - 7834の3両編成4本に再編された。この際、7931 - 7934に搭載していたMGを110kVAのものに換装している。

### 2000系への改造

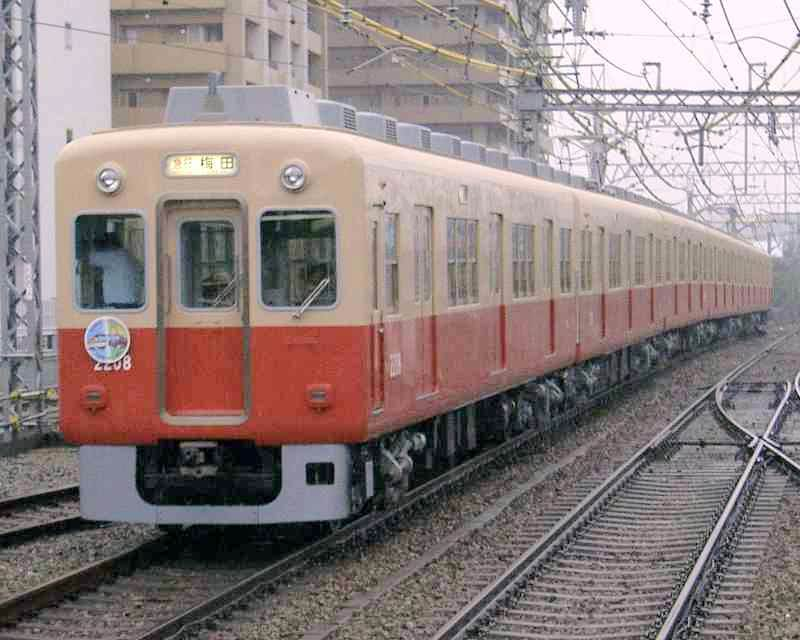
2000系

3次車は、製造時期を同じくする7001・7101形とともに1990年秋から2000系への改造が開始された。編成は6両固定となり、制御装置も界磁添加励磁制御となった。改造は1993年1月に完了した。

## 運用

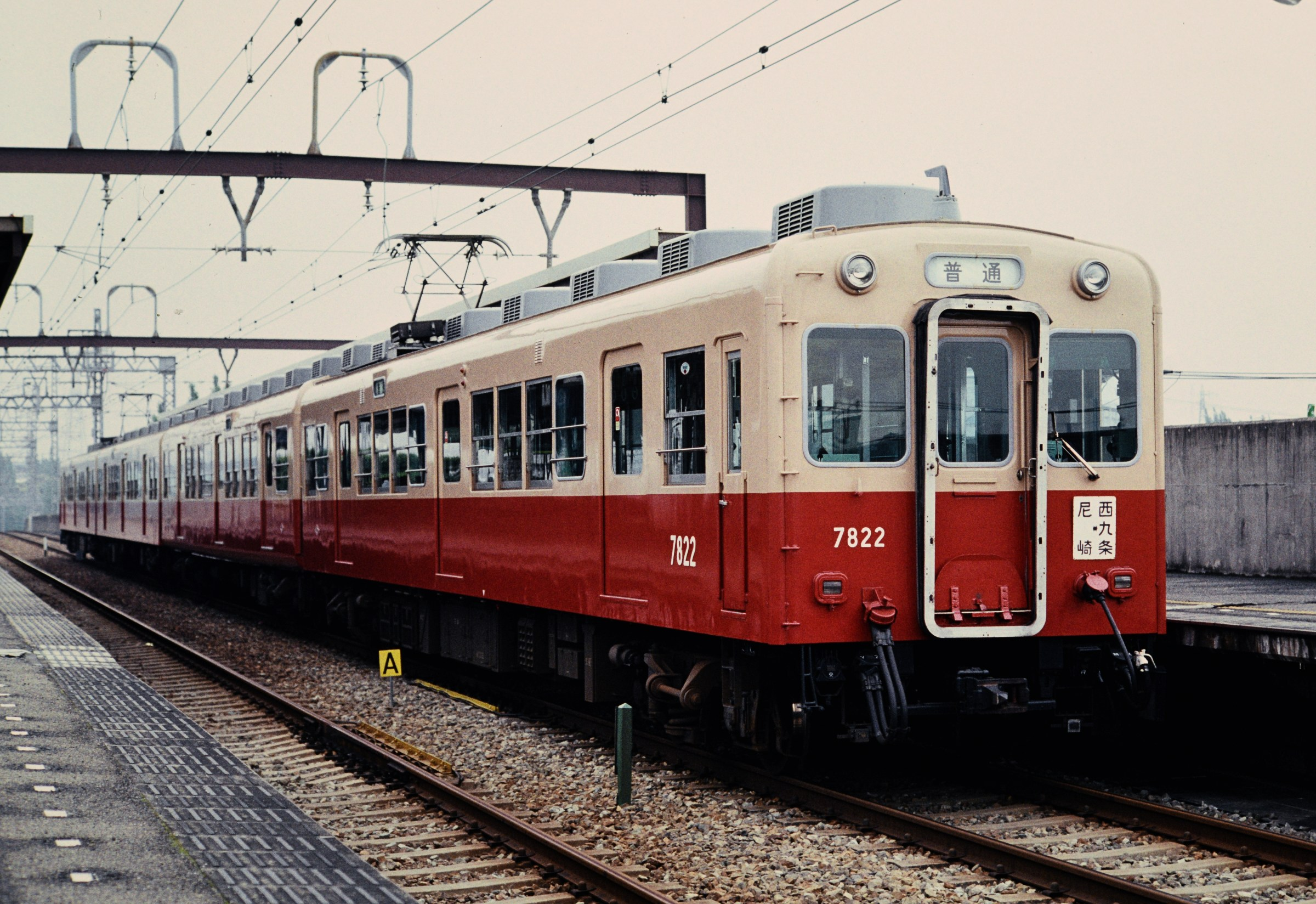
西大阪線で使用される7800形 7822他4両
（1989年 大物駅）

7801形1次車および7861形、3521形の初期車は、1963年から1967年までの4年間に合計78両が製造され、本線運用の急行系小型車を1965年までに置き換え、1967年には全旅客車両の大型化を達成した。1968年4月7日に神戸高速鉄道東西線を介して山陽電気鉄道本線須磨浦公園駅までの相互直通運転を開始した。
全車の冷房改造後は7801・7901形3次車を特に区分する必要がなくなり、冷房改造後の7861・7961形や7801・7901形の1・2次車が7001・7101形と編成を組んで運用されたこともあった。
2001年以降は本線の運用がなかったが、2006年に運用の都合で本線に短期間復帰し、6両編成で平日朝ラッシュの準急を中心に運用された。末期は西大阪線（現・阪神なんば線）の運用のみとなり、阪神なんば線の延伸開業前年の2008年に7801・7901形の運用は終了した。

## 廃車
後継となる8000系の増備に伴って、1989年より初期車の廃車が開始された。最初に7813・7913が1989年9月20日付で廃車となり、翌1990年には3011形の改造編入車である7922を組み込んだ7822のユニットが廃車された。また、1993年までに急行・準急の5両編成運用が廃止されたことから、7861形とユニットを組む7831 - 7931から7934 - 7834までが廃車された。
初期車として最後まで残存した7829-7929+7930-7830の2ユニット4両は、1995年に発生した阪神・淡路大震災による車両不足の影響で廃車が延期されていたが、9000系の投入により1996年3月27日付で廃車となった。
1998年4月から1999年1月にかけて5500系5511F・5513F・5515Fが増備されたことにより、1999年3月には旧ラインデリア車からも廃車が発生した。廃車は7835-7935+7936-7836の4両で、同時期には5261形1次車や5311形5311 - 5312も廃車となっている。
1000系の運転開始に先駆けて、7837 - 7937の2両が2007年8月7日付で廃車となり、残存するラインデリア車は2ユニット4両のみとなった。1000系運転開始後の2008年には、7839 - 7939の2両が3月10日付で廃車となり、ラインデリア車は7838Fを残すのみとなった。同年7月には7801形最後の残存車であった7938 - 7838が廃車となり、7801・7901形は形式消滅した。

## 編成表
ユニット単位での組成変更が適宜行われており、組み合わせは一定しない。

### 1981年
1981年9月30日時点での編成。
| ← 梅田・西九条 | ← 梅田・西九条 | 元町 →  | 元町 →     |
| クモハ Mc1     | サハ T1        | サハ T2 | クモハ Mc2 |
| 7813           | 7913           | 7914    | 7814       |
| 7815           | 7915           | 7916    | 7816       |
| 7817           | 7917           | 7918    | 7818       |
| 7819           | 7919           | 7920    | 7820       |
| 7821           | 7921           | 7922    | 7822       |
| 7823           | 7923           | 7924    | 7824       |
| 7825           | 7925           | 7926    | 7826       |
| 7827           | 7927           | 7928    | 7828       |
| 7829           | 7929           | 7930    | 7830       |
| 7831           | 7931           | 7932    | 7832       |
| 7833           | 7933           | 7934    | 7834       |
| クモハ Mc1     | サハ T1        | サハ T2 | クモハ Mc2 |
| 7835           | 7935           | 7936    | 7836       |
| 7837           | 7937           | 7938    | 7838       |
| 7839           | 7939           |         |            |
| クモハ Mc1     | サハ T1        | サハ T2 | クモハ Mc2 |
|                |                | 7940    | 7840       |
|                |                | 7942    | 7842       |
|                |                | 7944    | 7844       |
|                |                | 7946    | 7846       |
|                |                | 7948    | 7848       |
|                |                | 7950    | 7850       |

| ← 梅田・西九条元町 → |         |            |
| クモハ Mc1           | サハ T1 | クモハ Mc2 |
| 7801                 | 7901    | 3522       |
| 7803                 | 7903    | 3524       |
| 7805                 | 7905    | 3526       |
| 7807                 | 7907    | 3528       |
| 7809                 | 7909    | 3530       |
| 7811                 | 7911    | 3532       |
| クモハ Mc1           | サハ T2 | クモハ Mc2 |
| 3521                 | 7902    | 7802       |
| 3523                 | 7904    | 7804       |
| 3525                 | 7906    | 7806       |
| 3527                 | 7908    | 7808       |
| 3529                 | 7910    | 7810       |
| 3531                 | 7912    | 7812       |

### 1989年
1989年9月20日時点での編成。7813・7913は同日付で廃車。
| ← 梅田・西九条 | ← 梅田・西九条 | 元町 →  | 元町 →     |
| クモハ Mc1     | サハ T1        | サハ T2 | クモハ Mc2 |
|                |                | 7914    | 7814       |
| 7815           | 7915           | 7916    | 7816       |
| 7817           | 7917           | 7918    | 7818       |
| 7819           | 7919           | 7920    | 7820       |
| 7821           | 7921           | 7922    | 7822       |
| 7823           | 7923           | 7924    | 7824       |
| 7825           | 7925           | 7926    | 7826       |
| 7827           | 7927           | 7928    | 7828       |
| 7829           | 7929           | 7930    | 7830       |
| クモハ Mc1     | サハ T1        | サハ T2 | クモハ Mc2 |
| 7835           | 7935           | 7936    | 7836       |
| 7837           | 7937           | 7938    | 7838       |
| 7839           | 7939           |         |            |
| クモハ Mc1     | サハ T1        | サハ T2 | クモハ Mc2 |
|                |                | 7940    | 7840       |
|                |                | 7942    | 7842       |
|                |                | 7944    | 7844       |
|                |                | 7946    | 7846       |
|                |                | 7948    | 7848       |
|                |                | 7950    | 7850       |

| ← 梅田・西九条元町 → |         |            |
| クモハ Mc1           | サハ T1 | クモハ Mc2 |
| 7831                 | 7931    | 7870       |
| 7833                 | 7933    | 7872       |
| クモハ Mc1           | サハ T2 | クモハ Mc2 |
| 7871                 | 7932    | 7832       |
| 7873                 | 7934    | 7834       |

### 2006年
1000系導入前、2006年4月1日時点での編成。
| ← 梅田・西九条 | ← 梅田・西九条 | 元町 →  | 元町 →     |
| クモハ Mc1     | サハ T1        | サハ T2 | クモハ Mc2 |
| 7837           | 7937           | 7938    | 7838       |
| 7839           | 7939           |         |            |